# Известковый ил
Известко́вый ил — разновидность ила, содержащая в своём составе до 90 % CaCO3. Известковый ил развит на материковом склоне главным образом в тропической зоне, а также во внутренних морях, таких как Каспийское, Красное, Средиземное.
Известковый ил сложен обломками раковин микрофауны и кальцитом химического происхождения. В его состав входят раковины фораминифер и крылоногих, а также кокколиты (покровные пластинки планктонных водорослей кокколитофорид). В отличие от глобигеринового ила этот вид ила содержит значительное количество обломочного материала. Состав и количество CaCO3 колеблются в зависимости от условий, в которых происходит накопление известкового ила.
Известковый ил имеет белую, жёлтую, серую, зеленоватую, а иногда тёмно-коричневую окраску.